# Choerry (canção)
"Choerry" é o oitavo single do projeto pre-debut do girl group sul-coreano LOOΠΔ. Foi lançado digitalmente em 28 de julho de 2017 e fisicamente em 31 de julho de 2017 pela Blockberry Creative e distribuída pela Vlending Corporation. Ele apresenta a integrante Choerry e contém duas faixas: o solo de Choerry, chamado "Love Cherry Motion", e um dueto dela com JinSoul, chamado "Puzzle".

## Promoções e lançamento
Em 11 de julho, Choerry foi revelada como sendo a nova integrante do grupo.
O teaser do seu videoclipe solo foi lançado dia 24 de julho. Foi revelado que JinSoul e Choerry também teriam um dueto chamado "Puzzle", produzido por Daniel "Obi" Klein e Charli Taft; e que haveria duas versões físicas do single: um chamado "Choerry" e outro chamado "JinSoul & Choerry".
Em 28 de julho, o videoclipe de "Love Cherry Motion" foi lançado.
Choerry teve sessões de autógrafos acompanhada por JinSoul em 8 de agosto e 2 de setembro; e duas sessões sozinha em 12 de agosto e 16 de setembro.

## Faixas
Como descrito na página oficial do grupo no Facebook:
Choerry expande as cores de LOOΠΔ com a faixa 'Love Cherry Motion', mostrando seu estilo distinto de girl crush. Em 'Puzzle', dueto com JinSoul, ela apresenta um estilo totalmente diferente da faixa-título, adicionando uma nova peça ao quebra-cabeça chamado LOOΠΔ.

## Videoclipe
O videoclipe de 'Love Cherry Motion' é dividido em três partes. Ele começa com um estilo suave e fofo, com a participação das integrantes previamente reveladas HaSeul e YeoJin; ressaltando o conceito inocente e alegre dos primeiros lançamentos do grupo. Após o refrão, Choerry come uma cereja e o videoclipe rapidamente muda para um estilo mais obscuro e sexy, com a participação das integrantes previamente reveladas Kim Lip e JinSoul; ressaltando o conceito "girl crush" da nova sub-unidade. A metade e o final do videoclipe têm um estilo visual mais místico e sonhador, ressaltando a unidade do grupo Loona.
Há também várias cenas de dança intercaladas com a história.

## Lista de faixas
| N.º            | Título                                 | Letras                                       | Música                                            | Arranjo                            | Duração |  |
| 1.             | "Love Cherry Motion (solo da Choerry)" | Hwanghyun (MonoTree) & 신아녜스 (Shin Annes) | Ollipop, Hayley Aitken, Kanata Okajiman           | Ollipop, Hayley Aitken             | 3:42    |  |
| 2.             | "Puzzle (dueto de Choerry e JinSoul)"  | Park Ji-yeon & G-High                        | Daniel 'Obi' Klein, Charlotte Taft, Andreas Oberg | Daniel 'Obi' Klein, Charlotte Taft | 3:44    |  |
| Duração total: | Duração total:                         | Duração total:                               | Duração total:                                    | Duração total:                     | 7:26    |  |

## Desempenho nas paradas
| Parada                   | Melhores posições | Vendas |
| ------------------------ | ----------------- | ------ |
| Gaon Weekly Album Chart  | 13                | N/A    |
| Gaon Monthly Album Chart | —                 | N/A    |